# U.S. Route 68
Pour les articles homonymes, voir Route 68.
La U.S. Route 68 (US 68) est une US Route parcourant 560 miles (900 km) depuis l'ouest du Kentucky jusqu'au nord-ouest de l'Ohio. Le terminus ouest de la route est à l'intersection avec la US 62 à Reidland, Kentucky et son terminus nord est à la jonction avec l'I-75 à Findlay, Ohio. La route s'est déjà prolongée jusqu'à Toledo, plus au nord.

## Description du tracé
|       | mi  | km  |
| ----- | --- | --- |
| KY    | 383 | 617 |
| OH    | 179 | 283 |
| Total | 560 | 900 |

La US 68 est indiquée ouest–est au Kentucky et sud–nord en Ohio.

### Kentucky

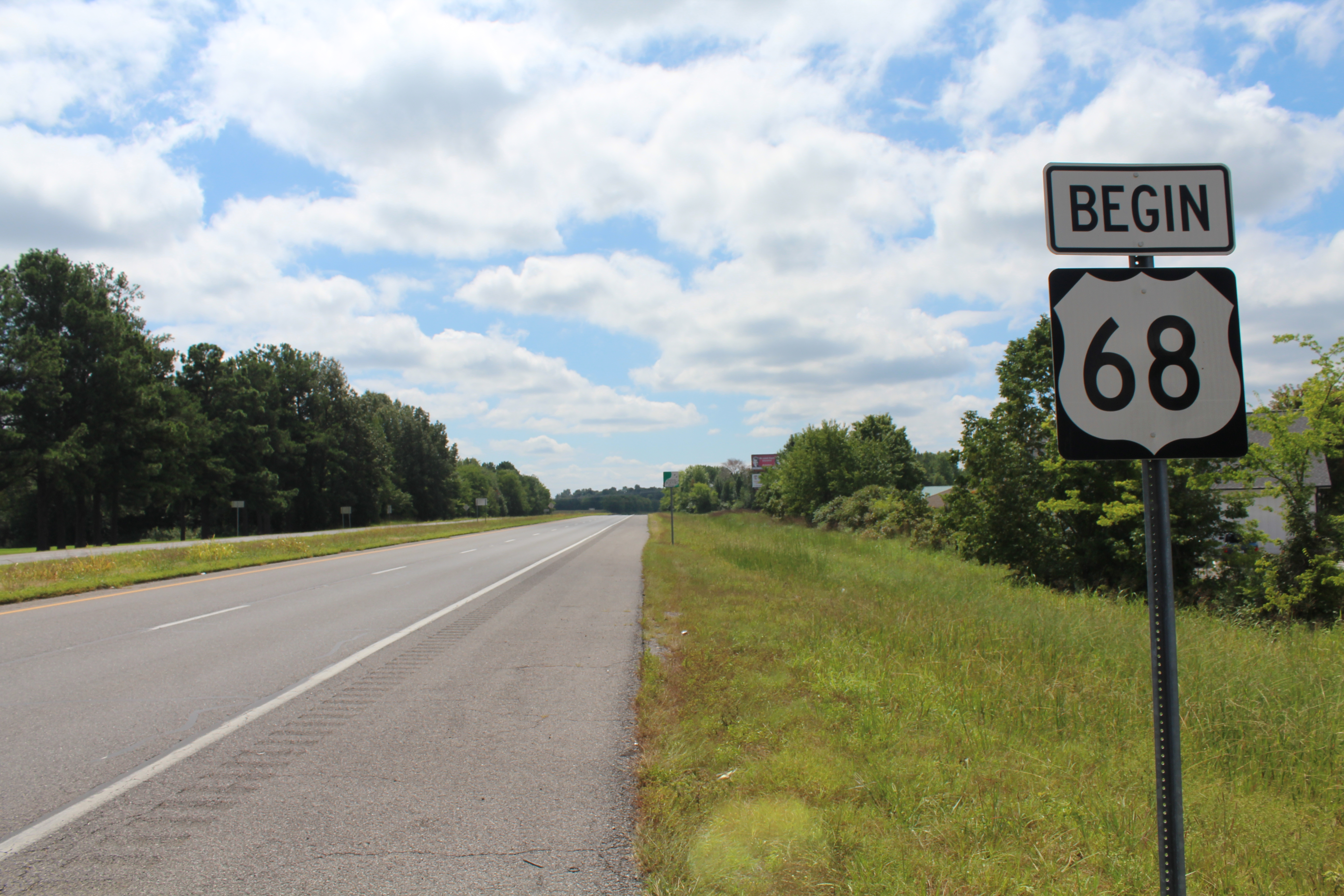
Le début de la US 68 près de Paducah, KY

La US 68 débute près de Reidland, à la jonction avec la US 62. Elle se dirige vers le sud-est jusqu'à Aurora. Elle traverse le Land Between the Lakes Recreational Area et continue vers l'est. Elle passe par Hopkinsville, Russellville, Bowling Green, Glasgow, Campbellsville, Lebanon, Perryville, Harrodsburg, Lexington, Paris et Maysville.

La route atteint ensuite la rivière Ohio. Elle la traverse au nord-ouest de Maysville et entre en Ohio.

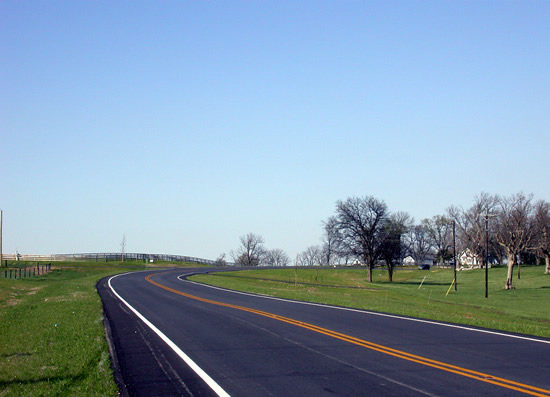
US 68 au Kentucky

### Ohio
La US 68 adopte une orientation sud–nord dans l'Ohio. Elle est plus ou moins parallèle à l'I-75 sur son trajet. 
Elle débute son parcours dans l'état en multiplex avec la US 52 et la US 62. Elle longe la rivière Ohio jusqu'à Ripley, où elle se détache de la US 52. La US 62 / US 68 se dirige vers le nord et les deux routes se séparent à Redoak. La US 68 passe alors par les villes de Mount Orab, Fayetteville, Wilmington, Xenia, Springfield, Urbana, Bellefontaine, Kenton et Findlay, où elle prend fin alors qu'elle rencontre l'I-75 au sud de la ville.

## Intersections majeures
Kentucky
 US 62 à Reidland
 I-24 à Reidland
 I-69 à Draffenville
 US 641 à Draffenville. Les routes forment un multiplex dans la ville.
 I-24 à l'est de Cadiz
 US 41 à Hopkinsville. Les routes forment un multiplex dans la ville.
 I-169 à Hopkinsville
 US 431 à Russellville. Les routes forment un multiplex dans la ville.
 US 79 à Russellville
 I-165 à Bowling Green
 US 231 à Bowling Green. Les routes forment un multiplex dans la ville.
 US 31W à Bowling Green. Les routes forment un multiplex jusqu'au nord-est de Plum Springs.
 I-65 à Oakland
 US 31E à Glasgow
 US 150 à Perryville. Les routes forment un multiplex dans la ville.
 US 127 à Harrodsburg
 US 27 à Lexington. Les routes forment un multiplex jusqu'à Paris.
 US 60 à Lexington. Les routes forment un multiplex dans la ville.
 US 25 / US 421 à Lexington
 I-64 / I-75 à Lexington
 US 460 à Paris. Les routes forment un multiplex dans la ville.
 US 62 à Washington
Ohio
 US 52 / US 62 à Aberdeen. La US 52 / US 68 forment un multiplex jusqu'à Ripley. La US 62 / US 68 forment un multiplex jusqu'à Redoak.
 US 50 à Fayetteville
 US 22 à Wilmington
 I-71 au nord de Wilmington
 US 35 à Xenia
 US 42 à Xenia
 I-70 à Springfield
 US 40 à Springfield
 US 36 à Urbana
 US 33 à Bellefontaine
 US 30 à Williamstown
 I-75 à Findlay